# Doddington (Lincolnshire)
Pour les articles homonymes, voir Doddington.
Doddington est un village du Lincolnshire, en Angleterre. Il est situé dans l'ouest du comté, à la frontière avec le Nottinghamshire, à 8 km à l'ouest de la ville de Lincoln. Administrativement, il forme avec le hameau voisin de Whisby la paroisse civile de Doddington and Whisby, qui relève du district du North Kesteven. Au recensement de 2011, la paroisse comptait 319 habitants.
Le village est mentionné dans le Domesday Book sous le nom de Dodingtone.